# 黃體椒雀鯛
黃體椒雀鯛（學名：Plectroglyphidodon luteobrunneus），為輻鰭魚綱鱸形目雀鯛科椒雀鯛屬的其中一種，分布於西印度洋區，從紅海、東非至馬達加斯加島海域，本魚體呈卵圓形且側扁，體色為紅褐色，腹部顏色較淡，體被鑲黑邊的圓鱗呈網狀紋，鰓蓋及腹部具有粉紅色斑點呈條列狀，尾鰭叉形，上下葉圓鈍，尖端黃色，棲息在礁石區，屬雜食性，以藻類、小型無脊椎動物為食，生活習性不明。